# Hi-Tec sports

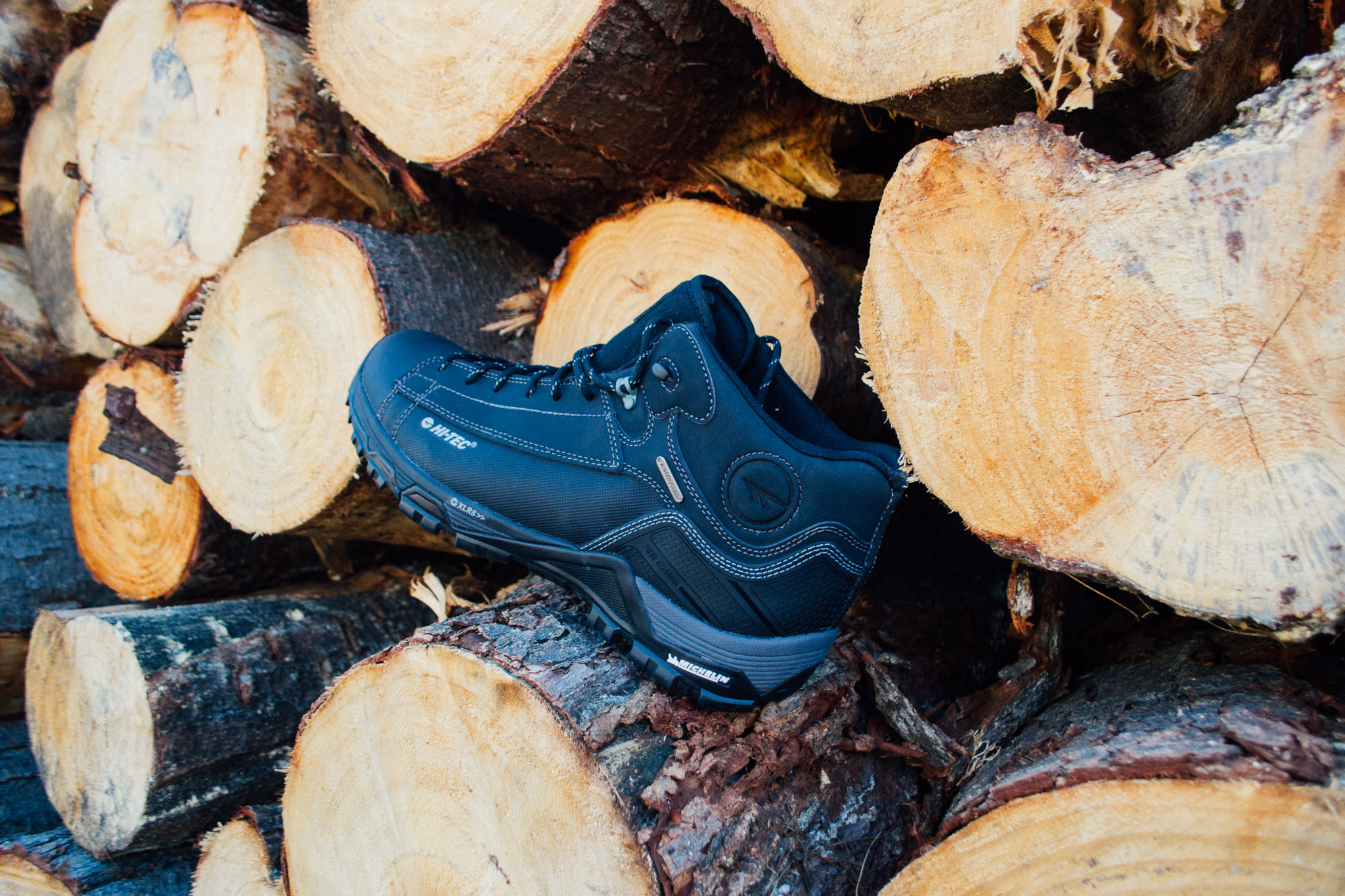
Tênis Hi-Tec

Hi-Tec sports é uma fábrica de tenis que foi fundada em 1974 nas proximidades da vila de Shoeburyness, em Essex, Inglaterra.
A companhia tem hoje 500 empregados e vendem em todo mundo 250$ milhões.